# William Lawson's
William Lawson’s («Уи́льям Ло́усонс») — это купажированный шотландский виски (скотч). Всего в купаж входит 40 солодовых и зерновых виски, основу которого составляет односолодовый виски Glen Deveron, производимый на винокурне Macduff.

## История
Родоначальником виски William Lawson’s принято считать самого Вильяма Лоусона, однако он не был основателем компании. Изначально он трудился в корпорации E&J Burke, где производимый виски впоследствии решили назвать в его честь.
Компания William Lawson Distillers Ltd. была основана в 1849 году в Англии в городе Ливерпуль. В 1967 году переехала в Шотландию, а в 1980 вошла в состав гиганта General Beverage Corporation (владелец таких брендов как Martini & Rossi, Benedectine и др), которая в свою очередь была приобретена семейством Бакарди, в результате чего появился алкогольный гигант группа Bacardi-Martini.
Мастером купажа William Lawson работал легендарный мастер Том Эткен, создавший впоследствии настоящие шедевры — Dewar’s 12, 18 лет и Dewar’s Signature. Сейчас купажированием занимается его преемница Стефани Маклеод, которая также отвечает и за Dewar’s.

## Продукция
William Lawson’s Finest Blend — виски шотландский, купажированный. Выдержка в дубовых бочках не менее 3-х лет. 80 % бочек, используемых для выдержки спиртов, это бочки из-под хереса. Процент солодовых спиртов в этом купаже довольно высок — около 35 %.
William Lawson’s Super Spiced — Готовый купаж William Lawson’s Finest Blend настаивается на корице, ванили и мускатном орехе. Далее добавляют натуральный экстракт яблока и кленовый сироп.
William Lawson’s 13 Y.O. — Виски шотландский, купажированный. Выдержка в дубовых бочках не менее 13 лет. За основу был взят скотч, хорошо зарекомендовавший себя на европейских рынках William Lawson’s Scottish Gold 12 YO, который ещё на один год поместили в бочки из-под бурбона.

## Награды
- 2012 г. — золото на Monde Selection, Бельгия
- 2012 г. — бронза на International Spirits Challenge, Великобритания
- 2011 г. — золото на International Wine and Spirits Competition, Великобритания
- 2011 г. — золото на World Spirits Awards, Германия